# Zygoribatula undulata
Zygoribatula undulata is een mijtensoort uit de familie van de Oribatulidae. De wetenschappelijke naam van de soort is voor het eerst geldig gepubliceerd in 1916 door Berlese.